# 1966年イギリス総選挙

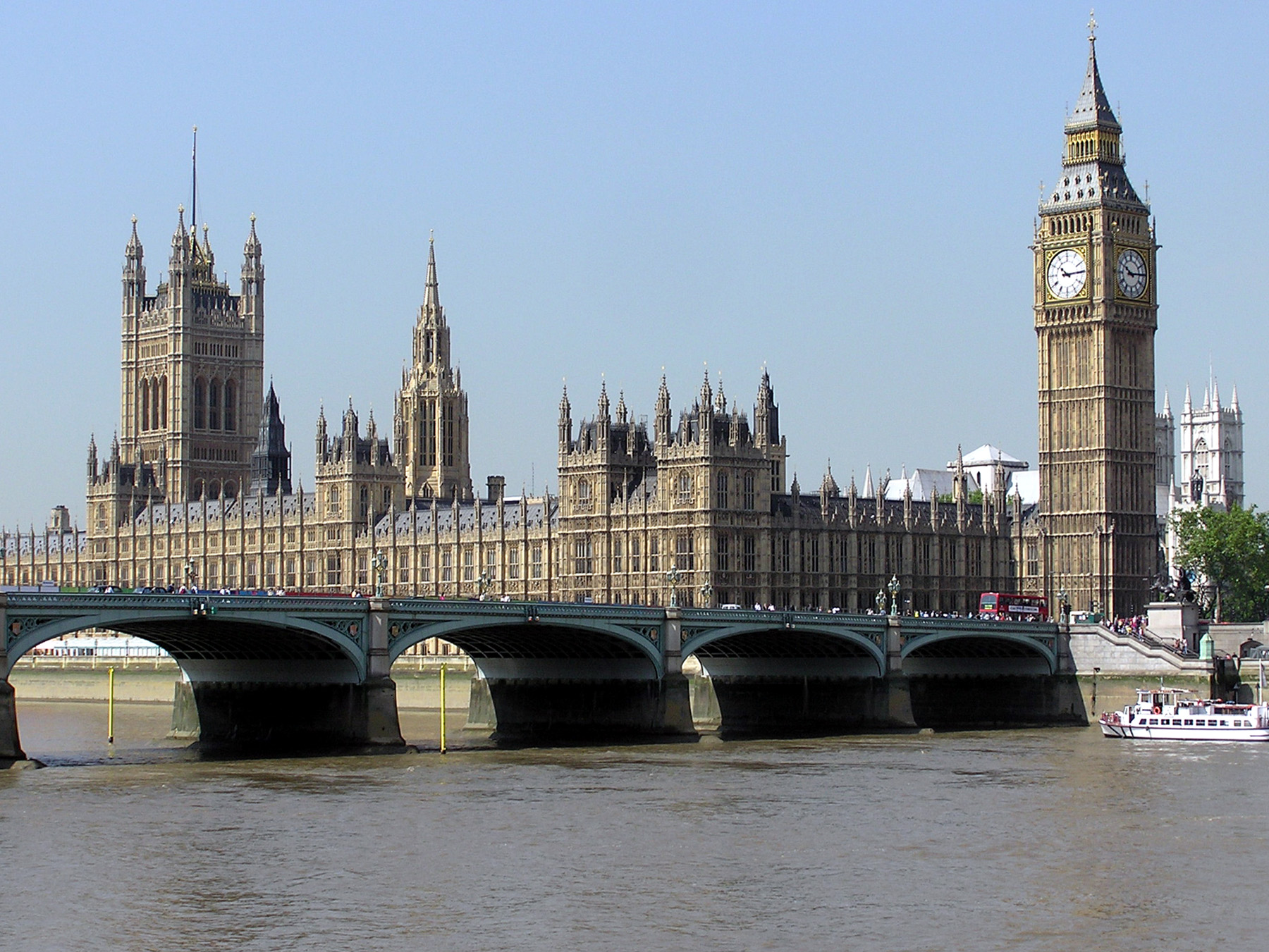
英国議会議事堂（ビッグ・ベン）

1966年イギリス総選挙（1966ねんイギリスそうせんきょ、英語：United Kingdom General Election 1966）は、英国議会（グレートブリテン及び北アイルランド連合王国議会）の議員を選出するために1966年3月に行われた英国における選挙である。

## 選挙データ
- 選挙時の首相：ハロルド・ウィルソン
- 与党：労働党

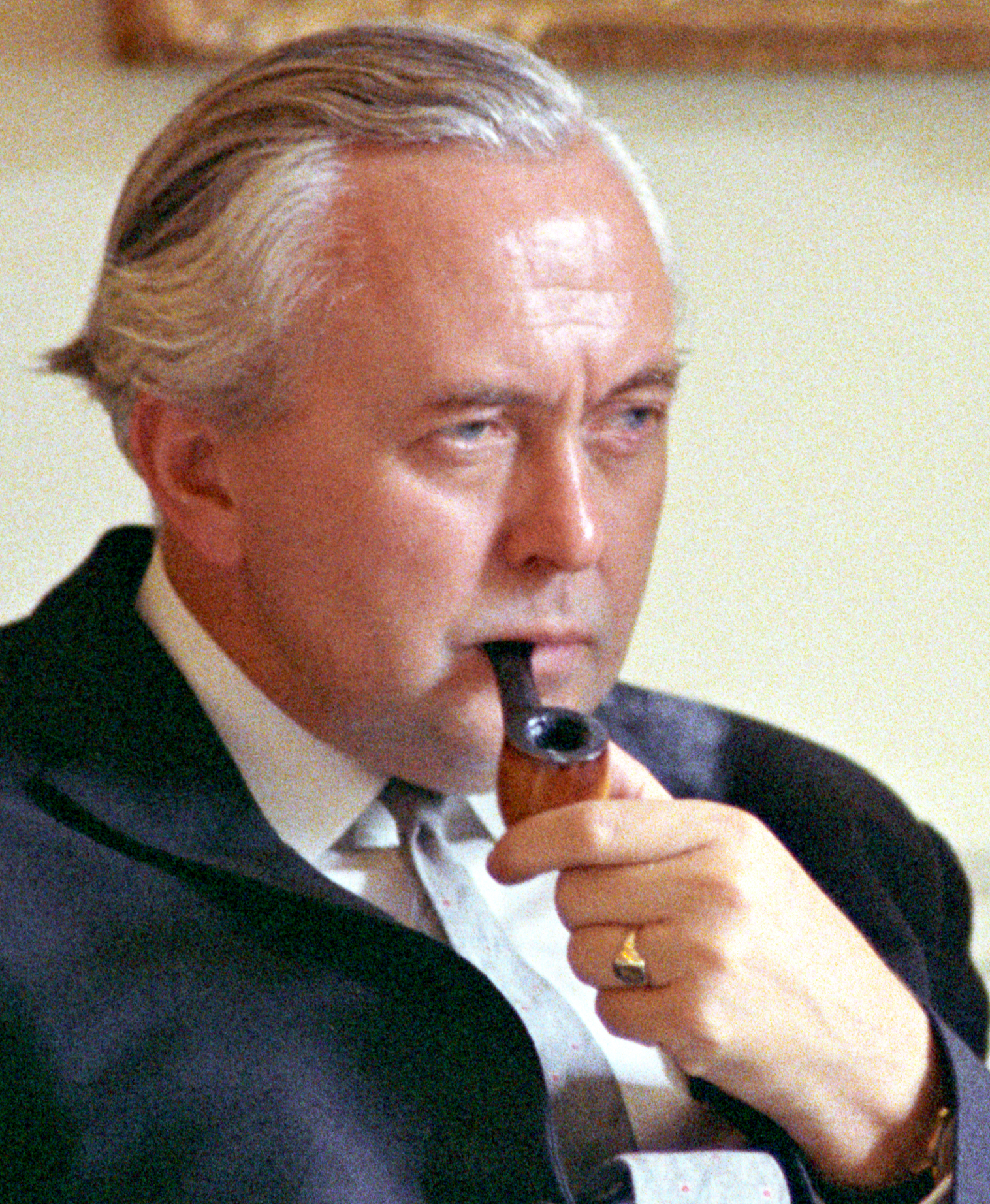
ウィルソン首相（労働党）

- 議会構成：庶民院（下院）と貴族院（上院）の両院から構成されるが、貴族院の議員は世襲貴族と一代貴族の中から任命されるため、庶民院の議員だけが総選挙で選出される。
- 下院議員の任期：議員の任期は5年であるが、任期満了前に解散されることが多い。
- 定数：630議席
- 選挙制度：最多得票を得た候補のみが当選する完全小選挙区制
- 有権者数：35,957,245名
- 候補者数：1,707名

## 選挙結果
- 投票日：1966年3月31日
- 投票率：75.8％
- 有効投票数：27,264,747票

| 党派   | 党派         | 党派       | 得票数     | ％   | 候補 | 議席 |
| ------ | ------------ | ---------- | ---------- | ---- | ---- | ---- |
|        | Labour       | 労働党     | 13,096,629 | 48.1 | 622  | 364  |
|        | Conservative | 保守党     | 11,418,455 | 41.9 | 629  | 253  |
|        | Liberal      | 自由党     | 2,327,457  | 8.6  | 311  | 12   |
| Rep LP | Rep LP       | 共和労働党 | 26,292     | 0.1  | 1    | 1    |
|        |              |            |            |      |      | 630  |

- 出典：General Election Results 1885-1979－United Kingdom Election Results
- ここでは、議席を得た政党のみを記載した。